# Bingoal WB
A Bingoal Pauwels Sauces WB (código UCI: BWB) é um equipa ciclista belga de categoria UCI ProTeam. Participa nas divisões de ciclismo de rota UCI ProSeries, e os Circuitos Continentais da UCI, correndo assim mesmo naquelas corridas do circuito UCI WorldTour às que é convidado.

## Material ciclista
A equipa utiliza bicicletas De Rosa.

## Classificações UCI
A partir de 2005 a UCI instaurou os Circuitos Continentais UCI, onde a equipa está desde que se fundou em 2011 Tem participado em carreiras de diferentes circuitos, com o qual tem estado nas classificações do UCI Africa Tour Ranking e UCI Europe Tour Ranking. As classificações da equipa e de seu ciclista mais destacado são as seguintes:
A partir de 2005 a UCI instaurou os Circuitos Continentais da UCI, onde a equipa está desde que se fundou em 2011 Tem participado em corridas de diferentes circuitos, com o qual tem estado nas classificações do UCI Africa Tour Ranking e UCI Europe Tour Ranking. As classificações da equipa e do seu ciclista mais destacado são as seguintes:
| Temporada               | Classificação por equipas | Melhor corredor na classificação individual | Posição |
| ----------------------- | ------------------------- | ------------------------------------------- | ------- |
| 2010-2011 (Africa Tour) | 13.º                      | Christophe Prémont                          | 60.º    |
| 2010-2011 (Europe Tour) | 35.º                      | Jonas Van Genechten                         | 88.º    |
| 2011-2012 (Europe Tour) | 62.º                      | Kevin Thome                                 | 320.º   |
| 2012-2013 (Europe Tour) | 35.º                      | Boris Dron                                  | 109.º   |
| 2013-2014 (Europe Tour) | 22.º                      | Sébastien Delfosse                          | 42.º    |
| 2015 (Europe Tour)      | 26.º                      | Antoine Demoitié                            | 36.º    |
| 2016 (Europe Tour)      | 5.º                       | Baptiste Planckaert                         | 1.º     |
| 2017 (Asia Tour)        | 48.º                      | Justin Jules                                | 161.º   |
| 2017 (Europe Tour)      | 4.º                       | Roy Jans                                    | 25.º    |
| 2018 (Asia Tour)        | 102.º                     | Dimitri Peyskens                            | 499.º   |
| 2018 (Europe Tour)      | 10.º                      | Kenny Dehaes                                | 10.º    |
| 2019 (Europe Tour)      | 7.º                       | Baptiste Planckaert                         | 49.º    |
| 2020 (Europe Tour)      | 13.º                      | Arjen Livyns                                | 239.º   |

## Palmarés
Para anos anteriores veja-se: Palmarés da Bingoal Pauwels Sauces WB.

### Palmarés 2021

#### UCI WorldTour
| Datas | Corridas | Ganhador |
| ----- | -------- | -------- |

#### UCI ProSeries
| Datas       | Corridas      | Ganhador       |
| ----------- | ------------- | -------------- |
| 17 de março | Nokere Koerse | Ludovic Robeet |

#### Circuitos Continentais da UCI
| Datas          | Circuito                | Corridas                         | Ganhador       |
| -------------- | ----------------------- | -------------------------------- | -------------- |
| 4 de fevereiro | UCI Europe Tour de 2021 | 2.ª etapa da Estrela de Bessèges | Timothy Dupont |

## Elenco

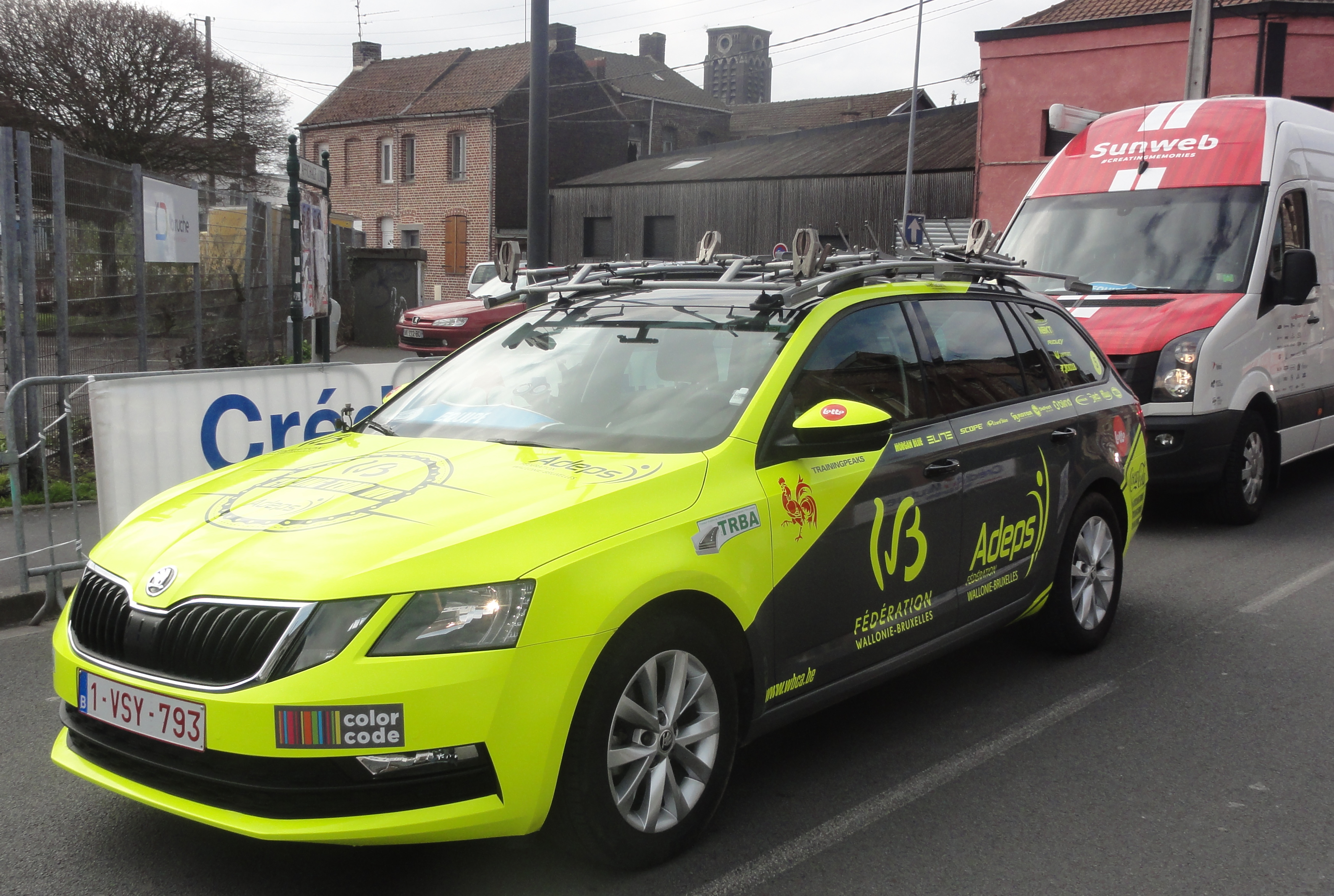
Veículo da equipa

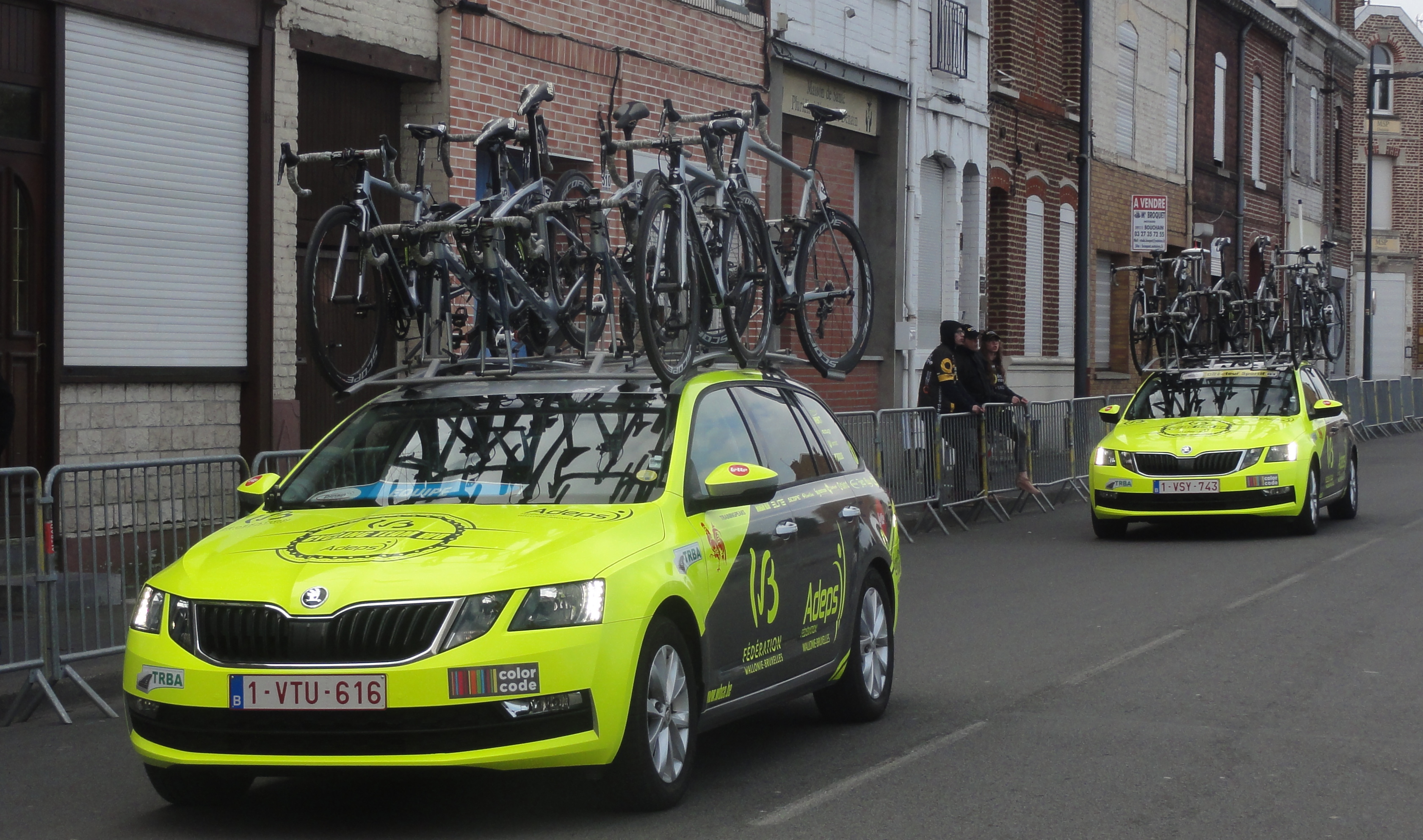
Veículos da equipa

Para anos anteriores veja-se: Elencos da Bingoal Pauwels Sauces WB.

### Elenco de 2021
| Nome                  | Nascimento | Nacionalidade | Equipa de 2020                      |
| --------------------- | ---------- | ------------- | ----------------------------------- |
| Stanisław Aniołkowski | 20/01/1997 | Polónia       | CCC Development Team                |
| Jonas Castrique       | 13/01/1997 | Bélgica       | Bingoal-WB                          |
| Sean De Bie           | 03/10/1991 | Bélgica       | Bingoal-WB                          |
| Timothy Dupont        | 01/11/1987 | Bélgica       | Circus-Wanty Gobert                 |
| Laurens Huys          | 24/09/1998 | Bélgica       | Bingoal-WB                          |
| Arjen Livyns          | 01/09/1994 | Bélgica       | Bingoal-WB                          |
| Milan Menten          | 31/10/1996 | Bélgica       | Sport Vlaanderen-Baloise            |
| Rémy Mertz            | 17/07/1995 | Bélgica       | Lotto Soudal                        |
| Kenny Molly           | 24/12/1996 | Bélgica       | Bingoal-WB                          |
| Mathijs Paasschens    | 18/03/1996 | Países Baixos | Bingoal-WB                          |
| Tom Paquot            | 22/09/1999 | Bélgica       | Wallonie-Bruxelles Development Team |
| Dimitri Peyskens      | 26/11/1991 | Bélgica       | Bingoal-WB                          |
| Laurenz Rex           | 15/12/1999 | Bélgica       | Wallonie-Bruxelles Development Team |
| Ludovic Robeet        | 22/05/1994 | Bélgica       | Bingoal-WB                          |
| Joel Suter            | 25/10/1998 | Suíça         | Bingoal-WB                          |
| Boris Vallée          | 03/06/1993 | Bélgica       | Bingoal-WB                          |
| Jelle Vanendert       | 19/02/1985 | Bélgica       | Bingoal-WB                          |
| Quentin Venner        | 15/06/1998 | Bélgica       | Wallonie-Bruxelles Development Team |
| Luc Wirtgen           | 07/07/1998 | Luxemburgo    | Bingoal-WB                          |
| Tom Wirtgen           | 04/03/1996 | Luxemburgo    | Bingoal-WB                          |